# Steve Fossett
James Stephen „Steve” Fossett (ur. 22 kwietnia 1944 w Jackson, Tennessee, zm. 3 września 2007) – amerykański milioner i podróżnik, którego hobby było bicie różnego typu rekordów (na swoim koncie miał około 115 pobitych rekordów), członek Światowego Komitetu Skautowego (WOSM). Fossett zdobył fortunę na amerykańskiej giełdzie papierów wartościowych.

## Wybrane osiągnięcia
- w 2000 roku odrzutowcem Cessna Citation dwukrotnie okrążył Ziemię, za każdym razem z rekordową prędkością;
- w 2002 roku okrążył samotnie kulę ziemską balonem;
- 5 kwietnia 2004 wraz z 12-osobową załogą na pokładzie ogromnego katamaranu Cheyenne opłynął kulę ziemską w 58 dni i 9 godzin;
- jako pierwszy człowiek samotnie, bez międzylądowań i bez uzupełnienia paliwa, obleciał świat w czasie 67 godzin. Podróż odbyła się w dniach 5–6 marca 2005 roku na pokładzie samolotu GlobalFlyer. Start i meta znajdowały się na tym samym lotnisku, gdzie wylądował po okrążeniu planety i pokonaniu ok. 36 787 km, czyli długości Zwrotnika Raka. Trasa wiodła m.in. nad Chicago, Toronto, Londynem, Paryżem, Kairem, Bahrajnem, Kolkatą, Szanghajem, Tokio, Honolulu i Los Angeles. Wyprawę sfinansował długoletni przyjaciel Fossetta – Richard Branson, założyciel Virgin Atlantic Airways.
- w dniach 8–11 lutego 2006 samotnie pilotując samolot GlobalFlyer pokonał dystans 41 467,5 km. Wystartował z Przylądka Canaveral na Florydzie, okrążył Ziemię i ponownie przeleciawszy nad Atlantykiem wylądował na lotnisku w Bournemouth (na południowym wybrzeżu Anglii). Lot trwał 76 godzin i 45 minut i odbył się bez międzylądowania, samolot nie tankował także w powietrzu. Po lądowaniu pozostało mu 90 kg paliwa (z 8210 kg zatankowanych przed startem).

## Ostatni lot
3 września 2007 po wystartowaniu z prywatnego rancza w Nevadzie jednosilnikowym samolotem sportowym Bellanca Super Decathlon Steve Fossett zaginął, w związku z czym rozpoczęto jego poszukiwania. Leciał prywatnym samolotem z zapasem paliwa na co najmniej 4 godziny lotu.
Po 3 miesiącach poszukiwań, które nie przyniosły efektu, żona wystąpiła o uznanie go za zmarłego i odczytanie testamentu. 15 lutego 2008 roku został formalnie uznany za zmarłego przez sąd w Chicago.
29 września 2008 w okolicy Mammoth Lakes (Kalifornia) turysta odnalazł dokumenty zaginionego, w tym jego licencję pilota. 2 października na wysokości około 3100 m n.p.m. odnaleziono wrak samolotu należący do Steve’a Fossetta. Początkowo ogłoszono, że nie odnaleziono ludzkich szczątków oraz że w opinii ratowników jest mało prawdopodobne, aby ktoś mógł przeżyć katastrofę i oddalić się z jej miejsca o własnych siłach. Pod koniec trzeciego dnia poszukiwań w kadłubie odnaleziono szczątki organiczne, lecz trzeba było poczekać na wyniki badań DNA, aby określić ich przynależność do zaginionego. Przybliżone miejsce katastrofy ustalono na: 37°40′02,5″N 119°07′47,0″W/37,667361 -119,129722.
4 listopada 2008 wyniki badań DNA szczątków odnalezionych w miejscu katastrofy samolotu potwierdziły śmierć Steve’a Fossetta. 11 lipca 2009 jako prawdopodobną przyczynę wypadku podano atmosferyczne prądy zstępujące, które nie pozwoliły jego lekkiej maszynie wznieść się i uniknąć rozbicia o zbocze kalifornijskiej góry.